# Macrosolen brevitubus
Macrosolen brevitubus är en tvåhjärtbladig växtart som beskrevs av B.A. Barlow. Macrosolen brevitubus ingår i släktet Macrosolen och familjen Loranthaceae. Inga underarter finns listade i Catalogue of Life.